# Proteínas SSB

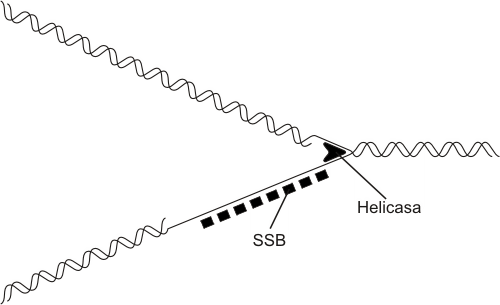
Figura 1. Helicasa cortando los puentes H provocando la apertura de la doble cadena. Se observa a la proteína SSB generando tracción para que las cadenas no vuelvan a aparearse.

Las proteínas SSB   en células procariotas (single-stranded DNA binding proteins o proteínas ligantes de ADN de cadena sencilla) son un conjunto de proteínas encargadas de la estabilización de la apertura del ADN de cadena sencilla generada por la acción de las helicasas durante el proceso de replicación del ADN. Estas evitan el auto apareamiento entre las bases complementarias de la cadena, protegiéndola de la acción de las nucleasas y de asociaciones intracatenarias. Su análoga en células eucariotas se conocen como proteína de replicación A (RPA, por sus siglas en inglés: Replication protein A)    

## Estructura
Su estructura  está formada de cuatro subunidades idénticas donde el ADN tendrá 3 maneras distintas de unión dependiendo de la cantidad de nucleótidos atrapados en el tetrámero conformado por las subunidades; estas pueden ser de SSB35, SSB56 y SSB65.

## Mecanismo
Para llevar a cabo la replicación del ADN, este debe desenrollarse para que pueda copiarse cada una de las cadenas de ADN. Este proceso no es espontáneo, requiere de proteínas de unión al ADN como las DnaA que promueven el desenrollamiento e inicio de la replicación. Las SSB se unen a la cadena retrasada ya separada por la helicasa formando largas hileras, provocando que la cadena retrasada se "estire" y permita el paso correcto de la ADN polimerasa, evitando así que vuelvan a unirse las cadenas complementarias antes de que se adicionen los dNTPs que formarán la nueva cadena.